# Medlz

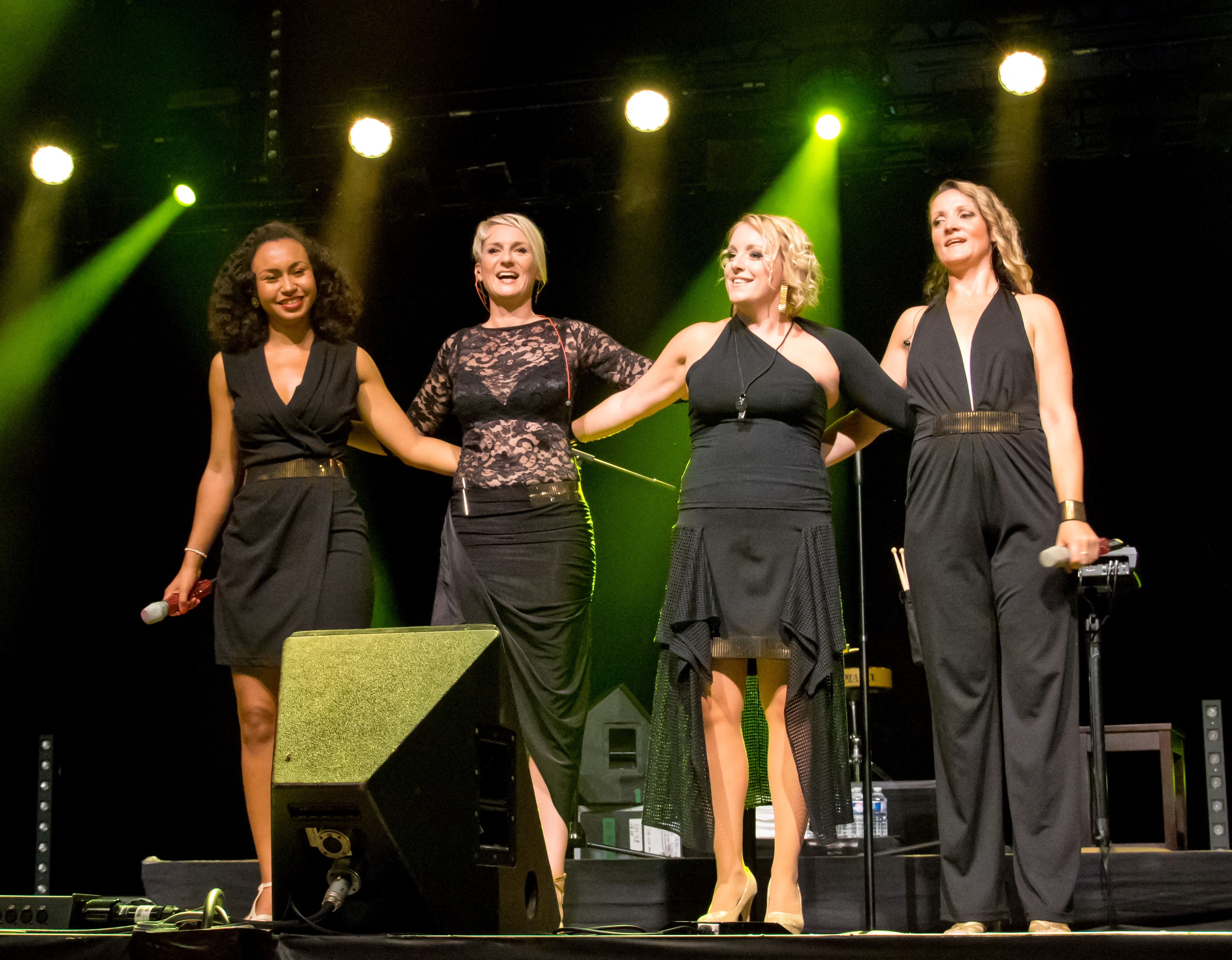
Medlz auf dem ZMF 2018 in Freiburg

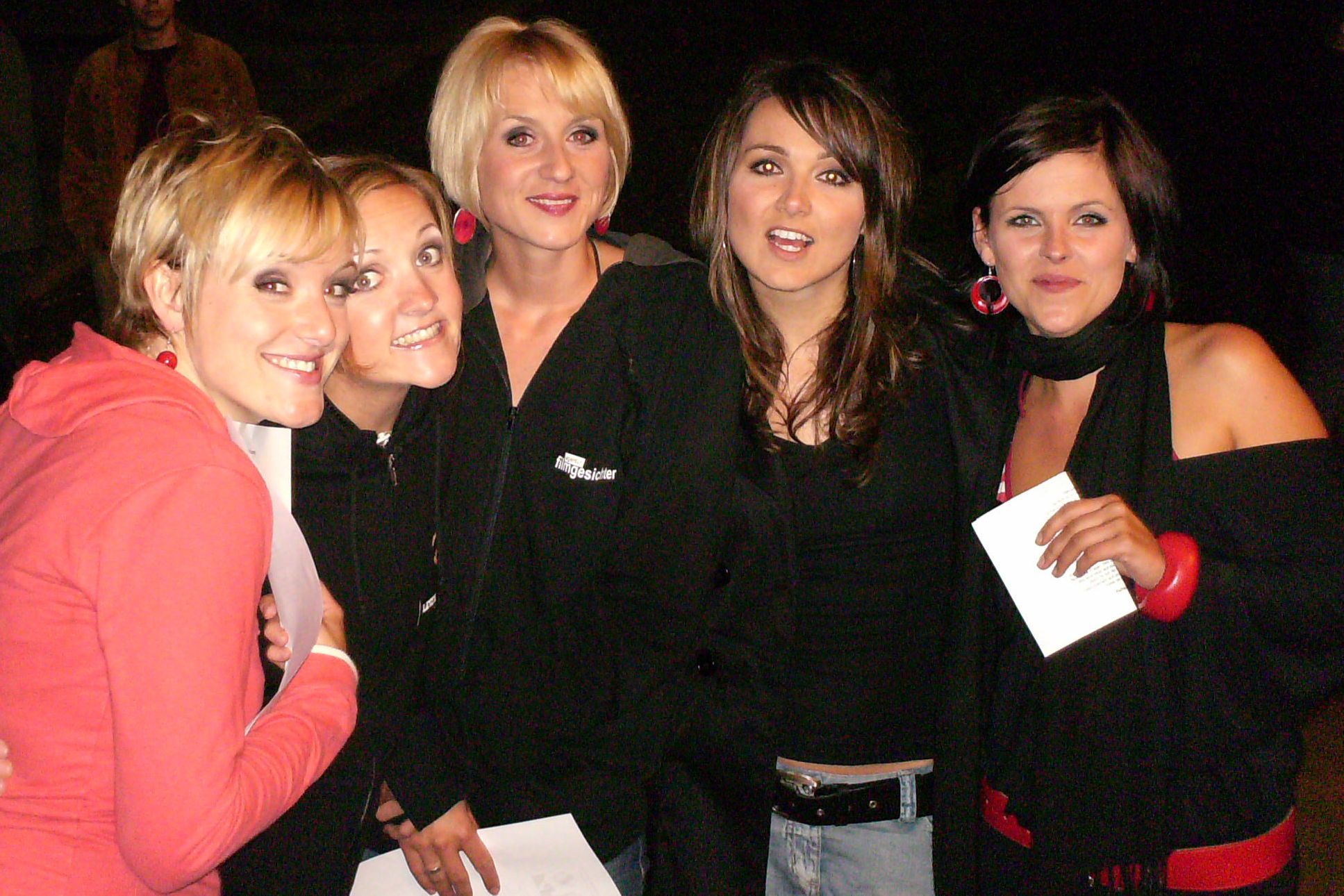
medlz beim A-cappella-Festival 2008 in Dresden
v. l. n. r.: Sabine Kaufmann, Silvana Mehnert, Nelly Palmowske, Lydia Ernst, Maria Juch

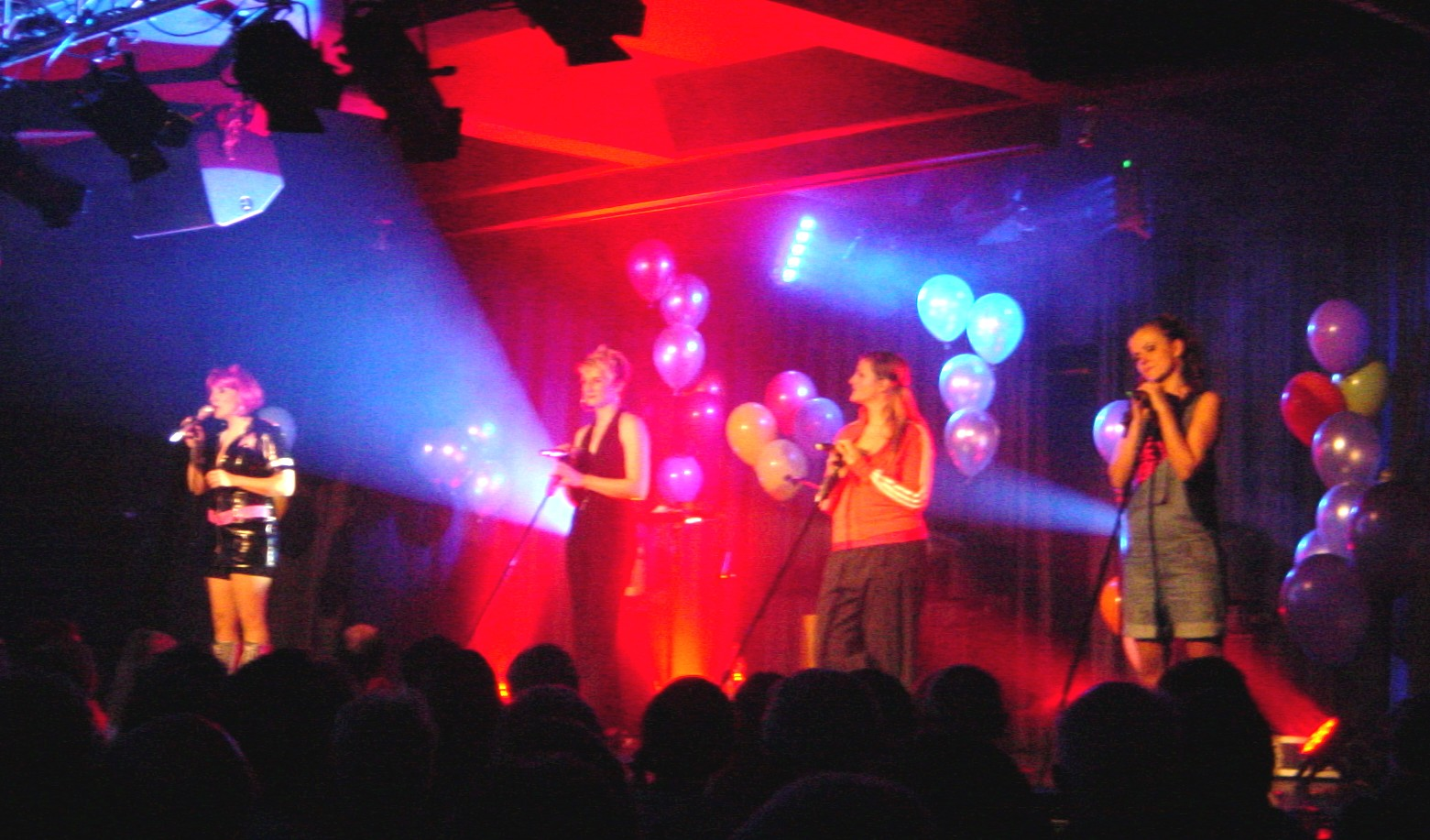
Medlz in Pirna (April 2013)

medlz ist eine deutsche A-cappella-Band aus Dresden, die 1999 unter dem Namen „nonets“ gegründet wurde.

## Geschichte
Die fünf ursprünglichen Bandmitglieder waren in ihrer Jugend Mitglieder im Philharmonischen Kinderchor Dresden. Mit ihrer ersten Single-Veröffentlichung erlangte die Gruppe zunächst regionalen Erfolg. Bei dem von den Puhdys initiierten Benefizkonzert für die Opfer der Flutkatastrophe an der Elbe traten sie 2002 noch als „nonets“ neben anderen Bands und Künstlern als Opener vor 30.000 Zuschauern auf dem Dresdner Theaterplatz auf. Zur internationalen „A Cappella Competition 2003“ in Graz wurden sie mit Bronze ausgezeichnet, ihr erstes Album „samtweich“ wurde 2004 von der internationalen A-cappella-Organisation „CASA“ für die „Contemporary A Cappella Recording Awards“ in der Sparte „Best Pop/Rock Album“ nominiert und sie gewannen beim Westspitzen-Festival den ersten Preis im Bereich „A Cappella“.
Nach ihrer Umbenennung von „nonets“ in „mëdlz“ am 20. Oktober 2005 erschien im Sommer 2006 ihr drittes Album. Im Dezember 2006 gingen sie gemeinsam mit der Band Karat auf Weihnachtstour. 2007 veranstalteten die medlz das erste Mal das Dresdner A Cappella Festival, das seitdem jährlich im Parktheater Großer Garten stattfindet. Im Jahr 2009 erschien ihr nächstes Album „Aufgetaucht“, gleichzeitig wurde das Trema aus dem Bandnamen entfernt. Im gleichen Jahr nahm die Band auch eine Weihnachtsplatte auf. Im November 2010 wurde das medlz-Album „Unsere Zeit“ veröffentlicht, auf dem die medlz je einen Nummer-eins-Hit aus den letzten 20 Jahren coverten. Ebenfalls im November 2010 brachte Sängerin Lydia eine Tochter zur Welt und wurde für ein halbes Jahr von Hannah Fuchs vertreten, die auch in der RTL-Serie Geile Zeit mitspielte. Lydia stieg 2013 ganz aus.
Seit 2014 tritt medlz als Quartett auf. 2016 verließ Maria die Band. Für sie rückte Ende 2016 Joyce-Lynn Lella nach.
Um den gesamten Tonumfang der A-Cappella-Gruppe zu vergrößern, wird die Stimme einer Sängerin bei Auftritten mit einem Effektgerät eine oder zwei Oktaven nach unten transponiert.
Im Juli 2018 hatten sie erstmals einen Auftritt beim Zelt-Musik-Festival in Freiburg im Breisgau.
Im Oktober 2019 gab die Band bekannt, dass Nadja Benaissa, ehemaliges Mitglied der No Angels, neues Mitglied des Ensembles ist. Die Band veröffentlichte im Jahr 2020 das Album (Das) läuft bei uns und ging ab Herbst 2020 auf Tour unter dem Titel Das läuft bei uns. Der erste Fernsehauftritt der neuen Bandkonstellation fand im September im SWR Fernsehen statt. Im November des gleichen Jahres erschien das Weihnachtsalbum Weihnachtsleuchten Vol. 2. Nach der Wiedervereinigung der No Angels verließ Benaissa im Februar 2021 die medlz.
Als neue Altistin kam ab Sommer 2021 die Sängerin Maren Kips dazu. Als Nachfolgerin von Nadja Benaissa wurde die Musicaldarstellerin Juliane Köbe gefunden.
Gründungsmitglied Silvana Mehnert schied nach der Jubiläumstour 2024 aus. Dafür wurde Bianca Dolabella Mitglied der Band.

## Zeitleiste: Bandmitglieder
| Mitglied | Mitglied         | 2002      | 2003      | 2004      | 2005      | 2006      | 2007      | 2008      | 2009      | 2010      | 2011      | 2012      | 2013      | 2014      | 2015      | 2016      | 2017      | 2018      | 2019      | 2020      | 2021      | 2022      | 2023      | 2024      | 2025      |  |
| -------- | ---------------- | --------- | --------- | --------- | --------- | --------- | --------- | --------- | --------- | --------- | --------- | --------- | --------- | --------- | --------- | --------- | --------- | --------- | --------- | --------- | --------- | --------- | --------- | --------- | --------- |  |
|          | Sabine Kaufmann  | seit 2002 | seit 2002 | seit 2002 | seit 2002 | seit 2002 | seit 2002 | seit 2002 | seit 2002 | seit 2002 | seit 2002 | seit 2002 | seit 2002 | seit 2002 | seit 2002 | seit 2002 | seit 2002 | seit 2002 | seit 2002 | seit 2002 | seit 2002 | seit 2002 | seit 2002 | seit 2002 | seit 2002 |  |
|          | Silvana Mehnert  | seit 2002 | seit 2002 | seit 2002 | seit 2002 | seit 2002 | seit 2002 | seit 2002 | seit 2002 | seit 2002 | seit 2002 | seit 2002 | seit 2002 | seit 2002 | seit 2002 | seit 2002 | seit 2002 | seit 2002 | seit 2002 | seit 2002 | seit 2002 | seit 2002 | seit 2002 | seit 2002 |           |  |
|          | Nelly Palmowske  | seit 2002 | seit 2002 | seit 2002 | seit 2002 | seit 2002 | seit 2002 | seit 2002 | seit 2002 | seit 2002 | seit 2002 | seit 2002 | seit 2002 | seit 2002 | seit 2002 | seit 2002 | seit 2002 | seit 2002 | seit 2002 | seit 2002 | seit 2002 | seit 2002 | seit 2002 | seit 2002 | seit 2002 |  |
|          | Lydia Ernst      | 2002–2013 | 2002–2013 | 2002–2013 | 2002–2013 | 2002–2013 | 2002–2013 | 2002–2013 | 2002–2013 | 2002–2013 | 2002–2013 | 2002–2013 | 2002–2013 |           |           |           |           |           |           |           |           |           |           |           |           |  |
|          | Hanna Fuchs      |           |           |           |           |           |           |           |           | 2010      |           |           |           |           |           |           |           |           |           |           |           |           |           |           |           |  |
|          | Maria Juch       | 2002–2016 | 2002–2016 | 2002–2016 | 2002–2016 | 2002–2016 | 2002–2016 | 2002–2016 | 2002–2016 | 2002–2016 | 2002–2016 | 2002–2016 | 2002–2016 | 2002–2016 | 2002–2016 | 2002–2016 |           |           |           |           |           |           |           |           |           |  |
|          | Joyce-Lynn Lella |           |           |           |           |           |           |           |           |           |           |           |           |           |           | 2016–2019 | 2016–2019 | 2016–2019 | 2016–2019 |           |           |           |           |           |           |  |
|          | Nadja Benaissa   |           |           |           |           |           |           |           |           |           |           |           |           |           |           |           |           |           | 2019–2021 | 2019–2021 | 2019–2021 |           |           |           |           |  |
|          | Maren Kips       |           |           |           |           |           |           |           |           |           |           |           |           |           |           |           |           |           |           |           | seit 2021 | seit 2021 | seit 2021 | seit 2021 | seit 2021 |  |
|          | Juliane Köbe     |           |           |           |           |           |           |           |           |           |           |           |           |           |           |           |           |           |           |           | seit 2021 | seit 2021 | seit 2021 | seit 2021 | seit 2021 |  |
|          | Bianca Dolabella |           |           |           |           |           |           |           |           |           |           |           |           |           |           |           |           |           |           |           |           |           |           | seit 2024 | seit 2024 |  |

## Diskografie

### Alben
- 2003: Samtweich (als nonets)
- 2006: mëdlz
- 2009: Aufgetaucht
- 2009: Weihnachtsplatte
- 2010: Unsere Zeit
- 2014: medlz – bekannt aus Film und Fernsehen
- 2014: Wenn es Winter wird...
- 2016: Schneemann bau'n und Schneeballschlacht
- 2016: von Mozart bis Mercury Live
- 2017: Weihnachtsleuchten
- 2019: Heimspiel
- 2020: (Das) läuft bei uns
- 2020: Weihnachtsleuchten Vol. 2
- 2021: (Das) läuft bei uns Vol. 2

### Singles
- 2001: You Stay (als nonets)
- 2006: mëdlz

### DVD
- 2012: Himmlische Weihnachten mit den medlz